# Lloyd Sam
Lloyd Sam (Leeds, Inglaterra; 27 de septiembre de 1984) es un exfutbolista inglés de origen ghanés. Jugaba de Mediocampista.

## Selección nacional
Ha sido internacional con la Selección de fútbol de Ghana en una ocasión. Su debut se produjo el 10 de octubre de 2015 durante un partido amistoso contra Canadá. 

## Clubes
| Club                           | País           | Año       |
| ------------------------------ | -------------- | --------- |
| Charlton Athletic              | Inglaterra     | 2003-2010 |
| Leyton Orient (préstamo)       | Inglaterra     | 2004      |
| Sheffield Wednesday (préstamo) | Inglaterra     | 2006      |
| Southend United (préstamo)     | Inglaterra     | 2007      |
| Leeds United                   | Inglaterra     | 2010-2012 |
| Notts County (préstamo)        | Inglaterra     | 2012      |
| New York Red Bull              | Estados Unidos | 2012-2016 |
| D.C. United                    | Estados Unidos | 2016-2017 |
| AFC Wimbledon                  | Inglaterra     | 2018      |
| Miami FC                       | Estados Unidos | 2019-2020 |

## Palmarés

### Campeonatos nacionales
| Título                 | Club              | País           | Año  |
| ---------------------- | ----------------- | -------------- | ---- |
| MLS Supporter's Shield | New York Red Bull | Estados Unidos | 2012 |
| MLS Supporter's Shield | New York Red Bull | Estados Unidos | 2015 |